# Suizhou (meteoryt)
Suizhou (inna nazwa: Sui Xian) – meteoryt kamienny należący do chondrytów oliwinowo-hiperstenowych L 6, którego spadek  nastąpił około godziny 18.50 15 kwietnia 1986 w chińskiej prowincji  Hubei. Obecnie dysponuje się 260 kg masy meteorytowej. Meteoryt Suizhou jest jednym z sześciu zatwierdzonych meteorytów znalezionych w tej prowincji.